# Valentinien III
Valentinien III, de son nom d'empereur (en latin) Flavius Placidius Valentinianus Augustus, né le 2 juillet 419 à Ravenne et mort le 16 mars 455 à Rome, est empereur romain d'Occident à partir de 425, sous la tutelle de sa mère Galla Placidia, fille de Théodose le Grand et veuve de Constance III.
Fait César à l’âge de quatre ans, il devint Auguste deux ans plus tard. Les dix premières années de son règne sur l'Empire d'Occident sont marquées par une lutte pour le pouvoir entre les généraux Flavius Felix, Boniface et Flavius Aetius à une époque où les envahisseurs germaniques s'établissent dans plusieurs régions de l'empire.
C'est en son nom qu'est promulguée en 426 pour l'empire d'Occident la loi des citations, que reprendra Théodose II pour l'empire d'Orient.
À la suite du mariage de Valentinien en 437, Aetius prend la place de Galla Placidia après l’avoir emporté sur ses rivaux. De 436 à 439, l’attention du gouvernement se porte sur la Gaule et l’Espagne où Goths, Francs, Burgondes, Bagaudes et Suèves s’agitent. En 439, les Vandales s'emparent de Carthage, puis de la Sicile ce qui suscite des projets d’intervention conjointe des deux parties de l’empire, abandonnés du fait de l'arrivée en Gaule des Huns d’Attila, finalement vaincu aux Champs Catalauniques par l'armée d'Aetius alliés aux Wisigoths du roi Théodoric Ier.
La sécurité de l’empire rétablie, Valentinien se débarrasse d'Aetius en 454, mais est à son tour assassiné par des partisans de son général au début de 455.
Sur le plan intérieur, Valentinien légifère beaucoup afin de permettre aux finances publiques de survivre malgré la perte de provinces comme l’Afrique du Nord et la Sicile, essentielles au fonctionnement de l’empire. En matière religieuse, il continue de combattre à la fois les païens et les chrétiens non nicéens. En Italie, il contribue à renforcer l’autorité du pape, reconnaissant la primauté de l’évêque de Rome au sein de l’Église et donnant un statut quasi officiel à la législation ecclésiastique.
Décrit comme paresseux, irresponsable et de caractère dissolu, Valentinien règne tout de même presque trente ans, aussi longtemps que son prédécesseur.

## Prime jeunesse (419-425)

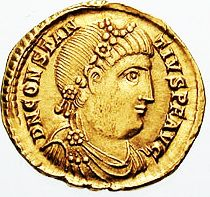
Solidus frappé pendant le court règne de Constance III.

Valentinien naît le 2 juillet 419 à Ravenne, ville qui est, depuis 402, la principale résidence impériale dans la partie occidentale de l’empire romain, sous le règne d'Honorius (de 395 à 423), fils de Théodose Ier, dernier empereur (de 379 à 395) qui ait régné sur les deux parties de l'empire, pendant seulement deux ans (393-395).

### Origines familiales
Valentinien est le fils de Flavius Constance, général qui, au service d'Honorius, a triomphé  de 411 à 416 de plusieurs usurpateurs, et soumis les Wisigoths qui ont fondé en 418 le royaume de Toulouse en tant que peuple fédéré de l'empire. En 417, Flavius Constance épouse la demi-sœur d'Honorius, Galla Placidia, veuve du roi wisigoth Athaulf, qui lui donne une fille et un fils. Flavius Constance est nommé Auguste par Honorius en février 421, ce qui fait de lui un co-empereur d'Occident, (Constance III), mais il meurt au mois de septembre suivant.
Par sa mère, Valentinien descend à la fois de Théodose Ier, son grand-père maternel, et de Valentinien Ier (empereur de 364 à 375), père de sa grand-mère maternelle Aelia Galla. Il est donc aussi neveu d’Honorius, fils de Théodose, et cousin germain de Théodose II (empereur d'Orient de 408 à 450).

### Premières années
Valentinien a une sœur, Honoria, née en 417 ou 418. Sa mère a aussi eu un fils (né en 414) d'Athaulf, mais il est mort en bas âge.
En 421 ou 423, Honorius confère à Valentinien le titre de nobilissimus. Théodose II refuse de reconnaître ce titre, de même qu'il n'a pas reconnu le titre d'Auguste conféré à Flavius Constance ni le titre d’Augusta conféré à Galla Placidia.
Malgré cela, lorsque son époux Constance III meurt, et après s'être querellée avec son frère Honorius, Galla Placidia part chercher refuge auprès de son neveu Théodose II,.

### Période de l'usurpateur Jean (423-425)
Honorius meurt en août 423, moins de deux ans après son beau-frère Constance III. Théodose hésitant à reconnaître les droits de Valentinien au trône, la bureaucratie impériale de Ravenne décide au bout de trois mois d'attente d’élire empereur le chef de la bureaucratie impériale, le primicerius notariorum Jean (Johannes). Celui-ci est reconnu en Italie, en Hispanie et dans une partie des Gaules.
Pour mettre fin à ce qu’il considère comme une usurpation, Théodose se décide à reconnaître rétrospectivement la nomination de Flavius Constance comme coempereur et nomme Valentinien César de l'empire d'Occident (23 octobre 424) et le fiance à sa fille Licinia Eudoxia.
Il envoie une armée à Ravenne pour escorter Valentinien et Galla Placidia. Pour contrer l'armée de Théodose, Jean fait appel à l'armée des Huns qui accompagnent le général Flavius Aetius en Italie.
L'usurpateur Jean est capturé et exécuté sur l’ordre de Galla Placidia. Valentinien est installé comme Auguste d'Occident à l’âge de six ans, le 23 octobre 425,.

## Règne sous la tutelle de Galla Placidia (425-437)

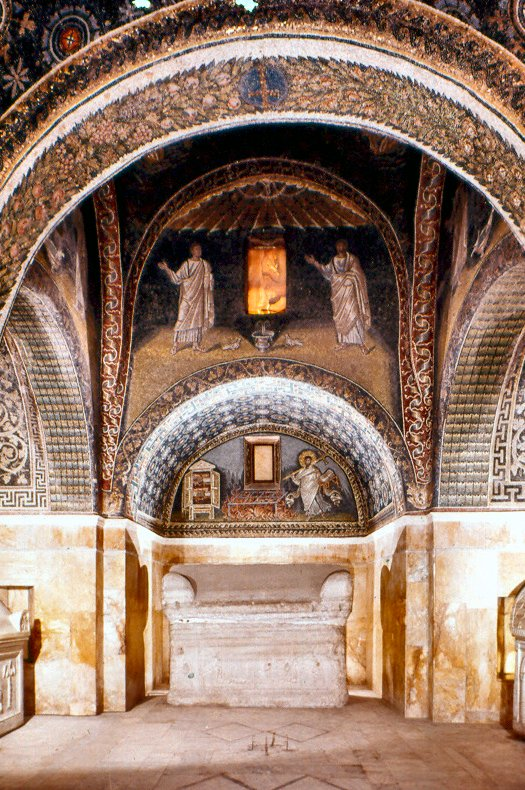
Intérieur du mausolée de Galla Placidia à Ravenne.

### Régence de Galla Placidia avec le général Felix (425-427)
Pendant la minorité du jeune Auguste, la régence est exercée par sa mère Galla Placidia dont l’un des premiers gestes est de nommer le général Flavius Felix magister utriusque militiae,,.
Les premières années sont consacrées à stabiliser les provinces occidentales. Après négociations, les Huns consentent à quitter l’Italie et à évacuer la province de Pannonia Valeria qui est restituée à l’empire. Cela permet à Félix et au gouvernement impérial de restructurer la défense des provinces danubiennes en 427 et 428.
Les armées romaines remportent d’importantes victoires sur les Wisigoths en Gaule en 426-427 et en 430,, et sur les Francs rhénans en 428 et 432.
En dépit de ces victoires, la situation de l’empire reste précaire. Les Wisigoths dans le sud-ouest de la Gaule restent une menace ; les Vandales d’Hispanie continuent leurs incursions et en 429 commencent à envahir la Maurétanie tingitane. La perte de ces territoires a de sérieuses conséquences sur le fonctionnement de l’empire. La taxation doit être répartie sur les autres provinces dont la loyauté se trouve grandement affectée.

### Conflit entre généraux romains et guerre contre les Vandales (427-435)
De plus, un conflit éclate entre les commandants des trois principales armées en Occident, Flavius Felix qui commandait la garde impériale, Boniface l’armée d’Afrique et Aetius celle des Gaules.
En 427, Félix accuse Boniface de trahison et exige son rappel en Italie. Boniface refuse et bat une armée envoyée par Félix. Affaibli, Félix ne peut résister à Aetius, qui avec l’appui de Galla Placidia devient en 429 magister militum praesentalis et fait assassiner Félix l’année suivante,.
Pendant ce temps, Boniface en Afrique est incapable de vaincre Sigisvultus (en) envoyé par Galla Placidia. Il demande alors l’aide des Vandales à qui il promet de partager la province avec eux. La cour de Ravenne décide de s’entendre avec Boniface, qui accepte en 430 de faire allégeance à Valentinien III. Toutefois le roi des Vandales, Genséric (de 428 à 477), poursuit son avance. Boniface et un groupe de fédérés goths sont battus près de la ville de Calama en 430, après quoi il est contraint de se retrancher dans Hippone. Début 432, Boniface et le général Aspar, magister militum de l’Empire d’Orient, affrontent de nouveau Genséric et sont à nouveau battus. Boniface quitte alors l’Afrique du Nord et rentre en Italie.
La cour et surtout Galla Placidia, inquiète de la montée en puissance d'Aetius décide de le relever de son commandement en Gaule pour le confier à Boniface. Il s’ensuit une guerre entre les deux hommes : Boniface bat Aetius à la bataille de Ravenne (ou « bataille de Rimini ») en 432 (en), mais y est mortellement blessé. Aetius s’enfuit chez les Huns et, avec leur aide, obtient d'être reconduit dans ses anciennes fonctions en 434. En conséquence, Valentinien se voit contraint de conclure une paix avec Genséric (février 435). Aux termes de celle-ci les Vandales conservent toutes leurs conquêtes en Afrique du Nord, mais livrent un tribut annuel à l’Empire, pendant que les Huns se voient concéder de nouveaux territoires en Pannonie.

### Mariage de Valentinien (437)
La régence de Galla Placidia se termine avec le mariage de Valentinien avec sa fiancée Licinia Eudoxia qui a lieu à Constantinople. Il a alors 18 ans.
Toutefois, la domination de sa mère est remplacée par celle d'Aetius.

## Période de la prédominance d’Aetius (437-444)

Le monde méditerranéen en 450.

### Situation en Gaule et en Hispanie (437-444)
De 436 à 439, Aetius concentre ses efforts sur la situation en Gaule. Les défaites des Goths en 437 et 438 sont annulées par une défaite romaine en 439, conduisant à une trêve qui rétablit le statu quo.
Aetius réussit toutefois à remporter des victoires[réf. nécessaire] contre les Francs et les Burgondes, et à maitriser une révolte des Bagaudes en 437. L’année suivante, une paix est conclue avec les Suèves d’Hispanie.
Le problème posé par les Vandales en Afrique à partir de 439 permet cependant aux Suèves de prendre le contrôle de l'ensemble de l’Hispanie de 440 à 444, à l'exception de la province de Tarraconaise, mais celle-ci subit les révoltes incessantes des Bagaudes et est effectivement hors de contrôle.

### Succès des Vandales en Afrique et en Sicile (439-440)
De son côté, Valentinien se consacre à la lutte contre les Vandales en Afrique, mais il s'avère incapable de les contenir. Le 19 octobre 439, ils s'emparent de Carthage, chef-lieu de la province d'Afrique. En 440, ils se lancent dans l'attaque de la Sicile.
C'est un rude coup pour l’économie de l’empire, qui dépend de ces riches colonies, à la fois pour ses finances et pour son approvisionnement. Une opération conjointe de l’Empire d’Orient et de l'Empire d'Occident est mise sur pied et une flotte imposante se dirige[Quand ?] vers la Sicile pour attaquer Genséric.

### Négociations avec le roi Genséric (440-442)
Les plans de guerre contre les Vandales sont abandonnés, lorsque les Huns arrivent sur le Danube, créant un danger plus grave.
Aetius et Valentinien doivent reconnaître les conquêtes vandales en Afrique proconsulaire, dans la Byzacène et la Numidie occidentale, en contrepartie de la restitution des provinces (dévastées) de Tripolitaine, de Maurétanie Sitifensis, de Maurétanie césarienne, ainsi que d’une partie de la Numidie,.
Cela n’empêche pas Genséric de reprendre bientôt la Maurétanie Sitifensis et la Maurétanie césarienne, puis de prendre la Corse et la Sardaigne et de continuer ses raids dévastateurs en Sicile.
En 442, Hunéric, fils aîné de Genséric, est envoyé à Ravenne comme otage dans le cadre d'un traité signé par son père avec l'empereur. À cette occasion, il est fiancé à Eudocia, fille de l’empereur, mais le mariage n'a finalement pas lieu, Hunéric étant renvoyé à Carthage après que son père a respecté les termes du traité.

### Difficultés financières de l'empire d'Occident et créations de taxes (444)
Le résultat de ces pertes territoriales est que vers le milieu des années 440, l’État est en sérieuse difficulté financière : les rentrées fiscales ne suffisent pour assurer la défense du territoire,, d'autant plus que Valentinien est contraint de réduire les taxes dans les provinces ravagées : en Sicile, au septième de la norme antérieure, en Numidie et en Maurétanie Sitifensis au huitième.
En compensation, l’empereur promulgue en 444 un décret mettant fin à l’exemption de la taxe de recrutement dont jouissent les fonctionnaires. La même année, deux taxes sont instaurées : la première est une taxe sur les ventes d’environ quatre pour cent ; la deuxième frappe la classe sénatoriale et doit permettre la levée de troupes, leur équipement et leur approvisionnement, : les sénateurs portant le titre d’ « illustres » doivent verser un montant correspondant à l’entretien de trois soldats, les sénateurs de seconde catégorie un montant équivalent à un soldat, les sénateurs de troisième catégorie doivent à trois verser le montant équivalent à un soldat. Valentinien lui-même doit abandonner une partie de ses revenus pour venir en aide au budget de l’État,.

## Période des guerres contre Attila (441-452)

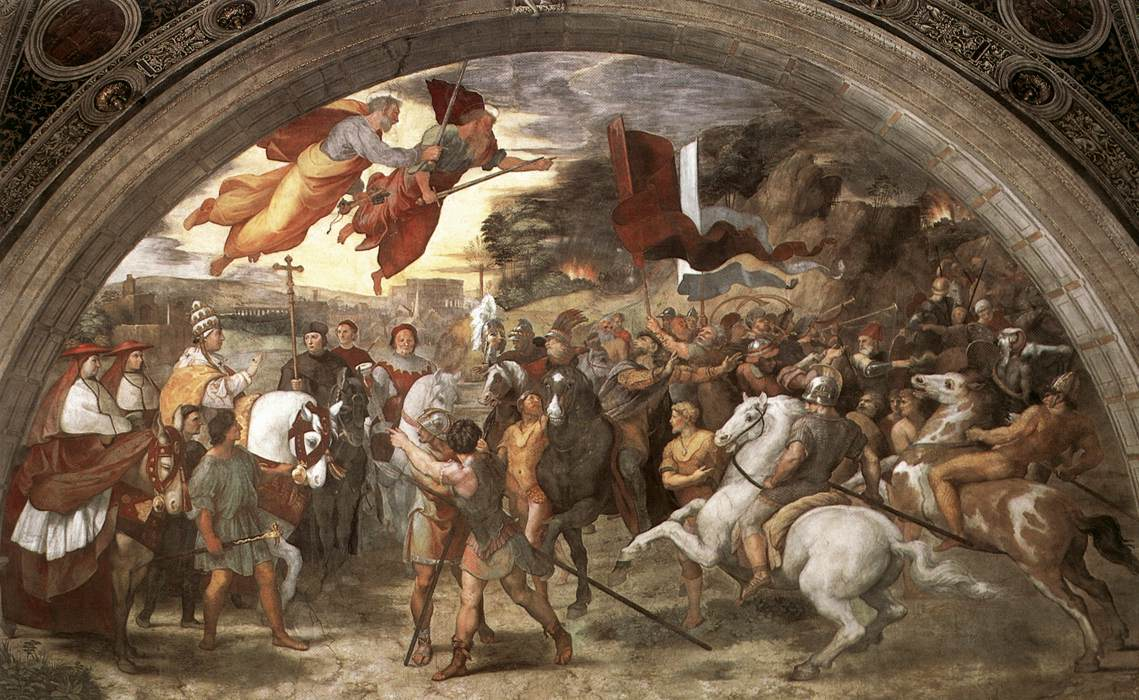
Le pape Léon Ier (pape) rencontrant Attila hors de Rome (tableau de Raphaël au Vatican).

### Début du règne d'Attila (434-441)
Attila (vers 400-453) devient roi des Huns en 434, succédant à son oncle Ruga, ce qui le place à la tête d'une coalition militaire composée non seulement de Huns mais aussi de Germains, notamment d'Ostrogoths, qui occupent plusieurs postes de généraux (Attila parle les langues hunnique et gotique).

### Offensive d'Attila en Illyricum (441)
Au moment où Valentinien et Théodose préparent leur expédition conjointe contre les Vandales, l'armée d’Attila ravage des provinces situées au sud du Danube, dont la défense a été affaiblie par le transfert de troupes vers la campagne contre les Vandales. Attila traverse l'Illyricum, qui fait partie de l'Empire d'Orient, et s'empare de Margus et de Viminacium en 441, puis de Singidunum (actuelle Belgrade) et de Sirmium (Sremska Mitrovica),.

### Offensive en Gaule (451) et victoire des champs Catalauniques
En 449, Attila reçoit un message de la sœur de Valentinien III, Honoria, lui demandant de la protéger contre un mariage imposé par son frère avec le sénateur Bassus Herculanus[réf. nécessaire]. Attila interprète cette requête comme une proposition de mariage qu’il accepte, en exigeant la moitié de l’empire comme dot. Informé, Valentinien exile sa sœur et explique par courrier à Attila que son point de vue n'est pas fondé.
En 450, vraisemblablement à l'instigation de Genséric[réf. nécessaire] et après avoir conclu une trêve avec l’empire d’Orient, il se dirige vers l'ouest et traverse le Rhin, puis la Germanie supérieure, entrant dans les provinces de Gaule belgique par la vallée de la Moselle et s'empare de Metz (Mediomatricum) le 7 avril 451, puis avance en direction de Reims, puis de Lutèce (où il ne s'arrête pas), puis descend vers la vallée de la Loire et met le siège devant Orléans (Aurelianum).
Aetius rassemble une coalition incluant les Wisigoths (Théodoric Ier et ses fils) et d'autres groupes de fédérés (Burgondes, Francs, etc.) et oblige les Huns à lever le siège d'Orléans et à battre en retraite. L'armée d'Aetius affronte victorieusement Attila lors de la bataille des champs Catalauniques (dans la région de Châlons). Attila réussit cependant à s’échapper avec une bonne partie de ses troupes, tandis que Théodoric est tué et remplacé par son fils Thorismond.

### Offensive en Italie (452) et retrait sans combat devant Ravenne
Après avoir regroupé ses forces, Attila attaque en Italie l’année suivante, détruisant Aquilée et s'emparant de Vérone et de Vicence (Vincentia). Aetius le suit de près, mais n’a pas les forces nécessaires pour attaquer de nouveau.
La route vers Ravenne (résidence impériale depuis 402). Valentinien envoie alors à Attila une délégation formée de Léon Ier (pape de 440 à 461), d’un des consuls de l'année, Gennadius Avienus, et de l’ancien préfet de Rome, Memmius Aemilius Trygetius. On ignore la teneur des négociations, mais, à leur issue, Attila se retire, soit qu’il ait été persuadé par le pape comme l’affirment les chroniqueurs de l’époque, soit que la peste qui s’était déclarée dans ses troupes, le manque de nourriture et l’annonce d’une attaque des bases hunniques en Europe par l’empereur Marcien l’aient convaincu de quitter l’Italie,.
Attila meurt en Pannonie au début de 453 alors qu’il célèbre son plus récent mariage. Le conflit de succession entre ses fils met fin au danger hunnique tant pour l'Empire d'Occident que pour l'Empire d'Orient.

## Politique religieuse

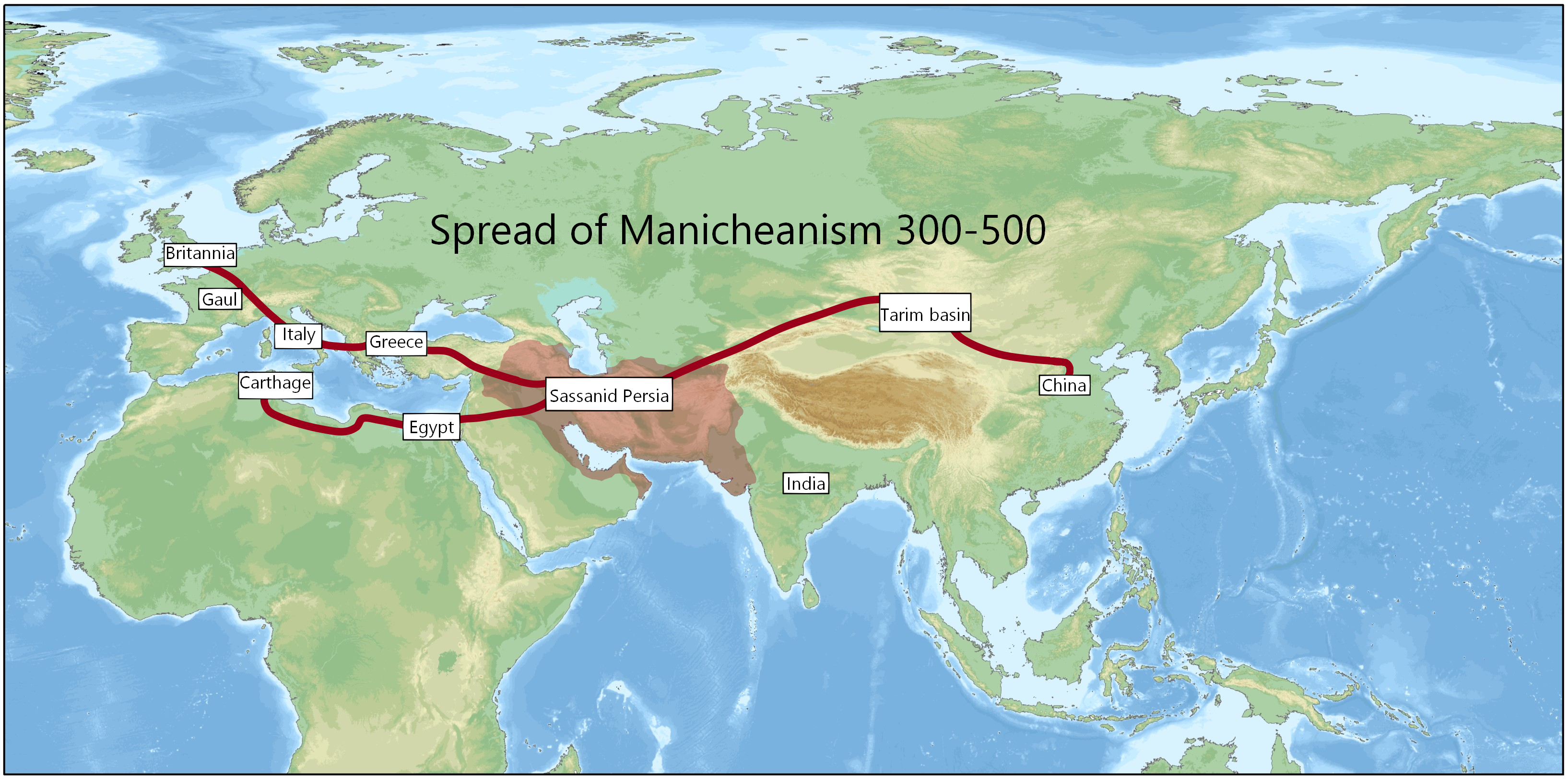
Extension du manichéisme des années 300 à 500.

Comme tous les empereurs de la dynastie valentinienne, Valentinien III fut confronté à la lutte des chrétiens contre les païens et aux divisions entre chrétiens eux-mêmes.
Contre les païens, il se montra intolérant appliquant strictement le Code théodosien ; il promulgua trois édits de persécution générale contre ceux-ci en 435, 438 et 451, tout acte de paganisme étant désormais passible de la peine capitale. Il s’acharnera entre autres sur les Manichéens qui seront visés par un édit de 445 promulgué à la suite d'une campagne du pape Léon Ier. Un édit de 447 rendra également les chrétiens non nicéens passibles des mêmes peines.
Par ailleurs il se montra également strict à l’endroit de l’Église elle-même ou plus exactement à l’endroit de ceux qui cherchaient à s’en servir pour échapper à leurs devoirs civiques. À une époque où les plus riches citoyens étaient recrutés pour diriger villes (curiales) et corporations (collegiati), nombre d’entre eux cherchaient à échapper aux obligations qui en découlaient (construction de monuments publics, jeux), Valentinien interdira en 452 l’ordination des collegiati qui, placés sous la juridiction de l’Église, échappaient à ces obligations. Par ailleurs, il agit de même à l’endroit des esclaves qui cherchaient à entrer dans les ordres pour échapper à leur maitre : ceux-ci ne pouvaient être renvoyés s’ils devenaient évêques ou prêtres ; ceux qui étaient dans les ordres inférieurs devaient être renvoyés à leur maitre sauf si s’appliquait une proscription de trente ans.
Également en 452, il révoquera un décret passé dans sa jeunesse par ses ministres et déterminera que, s’ils étaient accusés d’un crime, les membres du clergé, y compris les évêques, seraient jugés par une cour civile. Une action intentée au civil entre des membres du clergé ou entre un laïc ou des membres du clergé pourrait continuer à être jugée devant le tribunal de l’évêque, mais en cas de refus d’une partie la cause serait entendue devant un tribunal civil. Enfin, il interdit aux membres du clergé de se livrer au commerce ou à l’artisanat pour augmenter leurs revenus.

## De la mort d'Aetius à celle de Valentinien (septembre 454-mars 455)

### L'assassinat d'Aetius par Valentinien (21 septembre 454)
Valentinien n’avait jamais pardonné à Aetius l’appui que celui-ci avait donné quelque trente ans auparavant à l’usurpateur Johannes. Et bien qu’il ait donné sa propre fille Placidia en mariage au fils d’Aetius, Gaudentius, il craignait que le général ne plaçât ce dernier sur le trône.
Délivré du péril hun, Valentinien décida de se débarrasser de lui avec l’appui du sénateur Pétrone Maxime, qui portait une haine personnelle à Aetius, et celui de son chambellan Heraclius.
Selon l’historien Priscus, le 21 septembre 454, alors qu’Aetius était venu lui présenter un rapport financier, l’empereur bondit de son siège, clamant qu’il ne serait plus victime de la débauche alcoolique du général. Il le tint responsable des malheurs de l’empire et l’accusa de tenter d’usurper le trône.
Lorsqu’Aetius tenta de se défendre des accusations portées contre lui, Valentinien sortit son épée et, avec Heraclius, se jeta sur Aetius qu’il frappa à la tête. Ce dernier mourut sur l’heure.
Sidoine Apollinaire aurait rapporté que lorsque l’empereur se vanta de ce geste devant la cour, quelqu’un aurait répliqué : « Que ce geste ait été un bien ou un mal, je l’ignore ; chose certaine toutefois, vous avez coupé votre main droite de votre main gauche ».

### L'assassinat de Valentinien sur ordre de Pétrone Maxime (16 mars 455)
Pétrone Maxime espérait devenir patrice à la place d’Aetius, mais se heurta aux objections d’Heraclius.
Voulant prendre sa revanche, il complota avec deux anciens partisans d’Aetius, Optila et Thraustila, pour assassiner à la fois Valentinien et Heraclius.
Le 16 mars 455, alors que l’empereur descendait de cheval au Champ de Mars pour se préparer à tirer à l’arc, Optila le frappa à la tête. Lorsque l’empereur se tourna pour voir qui l’avait frappé, Optila porta le coup fatal. De son côté, Thraustila tua Heraclius. La plupart des soldats assistant à la scène avaient eu une grande admiration pour leur général et personne ne tenta d’aider l’empereur gisant au sol.

## Suites

### L'usurpation de Pétrone Maxime (17 mars-31 mai 455)
Au lendemain de l’assassinat, Petronius Maximus, qui était fort riche, soudoya ce qui restait de l’armée de l’empire occidental pour être nommé empereur.
Pour se donner une légitimité et obtenir la reconnaissance de l’empereur d’Orient, Marcien (r. 450-457), il épousa contre son gré la veuve de Valentinien, Licinia Eudoxia, en même temps qu’il fiançait la fille de celle-ci, Placidia, à son fils Palladius qu'il nomma César.

### Mort de Pétrone Maxime (31 mai) et prise de Rome par les Vandales (juin 455)

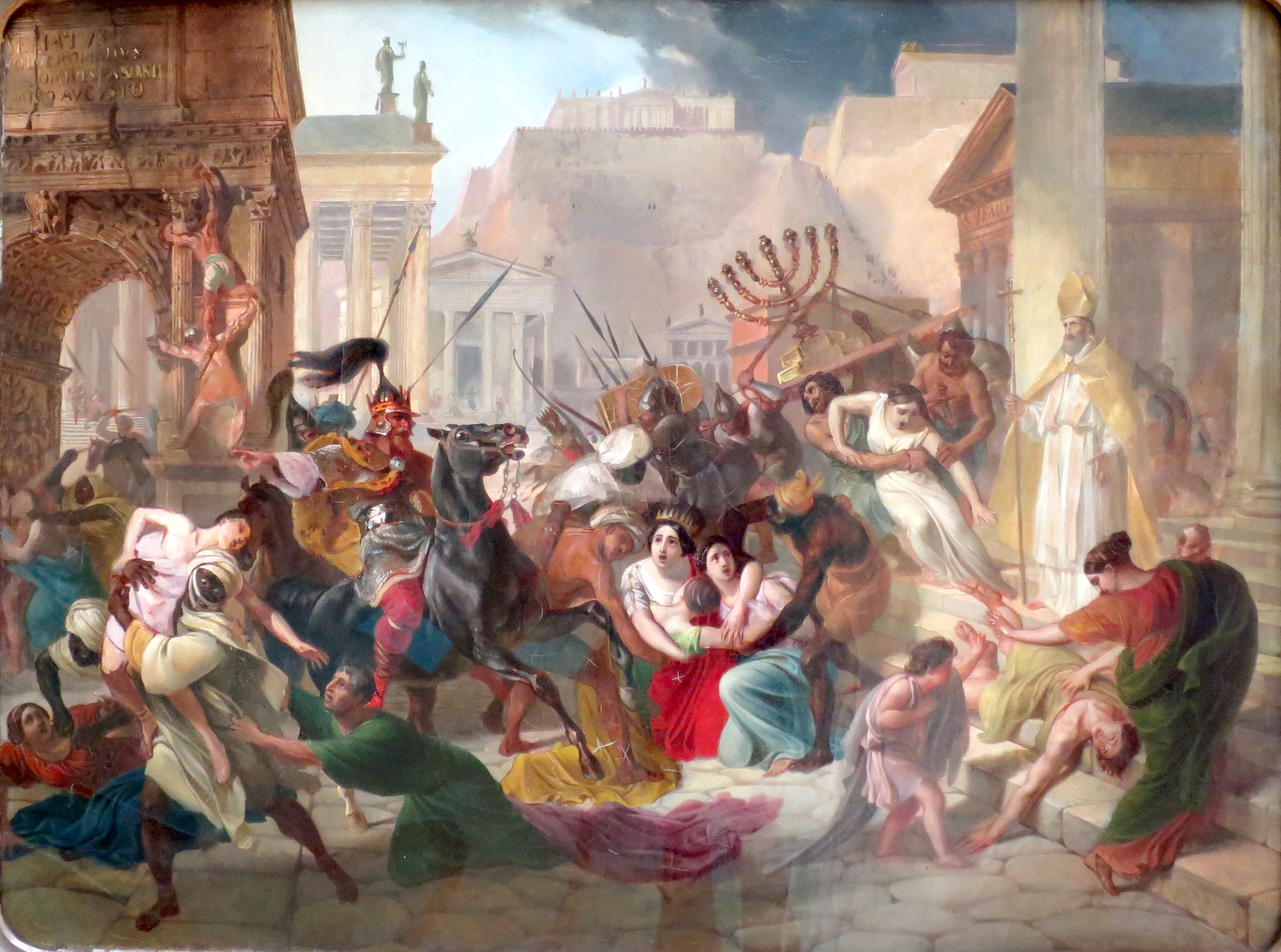
Le sac de Rome par Genséric et ses Vandales d'après un tableau de Karl Brioullov (1833–1836).

Pour se venger à son tour, Eudoxia appela à l’aide Genséric. Ce dernier appareilla aussitôt et, une fois en Italie, marcha sur Rome. Maxime voulut fuir mais fut arrêté par la foule terrorisée, qui le lapida le 31 mai après onze semaines de pouvoir.
Trois jours plus tard, Genséric prend Rome qui est pillée par les Vandales pendant deux semaines,.

### Destin de la famille de Valentinien
Genséric retourna en Afrique avec un énorme butin et de nombreux otages, dont Licinia Eudoxia et ses filles, Eudoxia et Placidia.
Eudoxia épouse son fiancé de longue date, Hunéric, fils de Genséric, à qui elle donne un fils, Hildéric, roi des Vandales de 523 à 530. Répudiée en 472, elle s'enfuit à Jérusalem où elle meurt au bout de quelques jours.
Licinia Eudoxia recouvre la liberté en 462, ainsi que Placidia, grâce à l'intervention des deux empereurs et du général Olybrius.

## Jugements surValentinienIII
Aucun des descendants de Théodose Ier n’hérita de la force de caractère de leur ancêtre et la plupart d’entre eux devinrent empereurs alors qu’ils étaient enfants ce qui provoqua une suite de longues minorités dont ils ne surent ou ne voulurent pas s’émanciper[pas clair].

### Edward Gibbon (1825)
Gibbon en fait ce portrait en 1825 : « Il hérita des faiblesses de son cousins et de ses deux oncles, sans posséder cette délicatesse, cette pureté et cette innocence qui remplaçaient dans leur personnalité leur manque d’énergie et de capacité. Valentinien était d’autant moins excusable que s’il avait des passions, il n’avait aucune vertu ; même sa religion avait un caractère douteux et s’il ne frôla jamais l’hérésie, il scandalisa les chrétiens pieux par son attachement aux arts profanes de la magie et de la divination.

### Autres
Valentinien III semble avoir été un souverain sans grande personnalité.
Mais sa légitimité et ses liens avec la dynastie issue de Valentinien Ier lui assurent la loyauté de ses sujets et de l’armée en général. Son existence même est une garantie contre les usurpations et les guerres civiles que l’on retrouvera par la suite. De plus ces facteurs contribuent à conserver un semblant d’unité à un empire qui se désagrégeait : les différentes régions de l’empire occidental devenaient de plus en plus autonomes et le pouvoir de l’empereur, éclipsé par celui des généraux, se limitera désormais de plus en plus à l’Italie.

## ValentinienIIIdans la littérature et les arts

### Cinéma
Valentinien III est présent dans
- le film italien Attila de Febo Mari (1918) ;
- le film franco-italien Attila, fléau de dieu de Pietro Francisci, sorti en Italie en 1954 et en France en 1955 ;
- le téléfilm Attila le Hun de Dick Lowry  (2001).

Il est présenté de façon défavorable dans les deux derniers : adulte juvénile, capricieux et peureux, il est dépeint comme un empereur facilement manipulable.

### Bande dessinée
Valentinien III, ainsi que sa sœur Honoria et son épouse Licinia Eudoxia, apparaissent dans la bande dessinée Léon le Grand : défier Attila, qui parle de la rivalité qu'il aurait eue avec le pape Léon le Grand, alors qu'Attila et son armée menaçaient Rome en 452.